# 王固
王 固（おう こ、513年 - 575年）は、南朝梁から陳にかけての政治家。字は子堅。本貫は琅邪郡臨沂県。

## 経歴
王琳と義興昭長公主蕭令嫕（南朝梁の武帝の同母妹）のあいだの子として生まれた。南朝梁の武帝の外甥として莫口亭侯に封じられた。秀才に挙げられ、秘書郎を初任とした。太子洗馬に転じ、東宮の記録をつかさどった。生母が死去したため、辞職して喪に服した。喪が明けると、丹陽尹丞に任じられた。
侯景の乱が起こると、江陵に逃れた。湘東王蕭繹に仕えて相国戸曹属となり、記録をつかさどった。まもなく西魏に対する使者をつとめた。承聖元年（552年）、太子中庶子に転じた。まもなく貞威将軍・安南長史・尋陽郡太守に任じられた。承聖3年（554年）、西魏の侵攻により江陵が陥落すると、王固は鄱陽におもむき、兄の王質に従って東嶺を越え、信安県に入った。紹泰元年（555年）、侍中として召されたが、就任しなかった。
南朝陳の永定年間、呉郡に居を移した。天嘉2年（561年）、建康に入り、国子祭酒に任じられた。天嘉3年（562年）、中書令に上った。天嘉4年（563年）、また散騎常侍・国子祭酒となった。この年、王固の娘が皇太子妃として迎えられた。天康元年（566年）、廃帝が即位すると、侍中・金紫光禄大夫の位を受けた。当時は安成王陳頊が政権を専断していたが、王固は廃帝の外戚として、密旨を受けて活動した。ことが陳頊に漏れると、処刑されるところだったが、陳頊は王固が兵権をもたず、身ぎれいで名声も高いことから、免官して禁錮するにとどめた。
太建2年（570年）、招遠将軍・宣恵豫章王諮議参軍となった。太中大夫・太常卿・南徐州大中正に転じた。太建7年（575年）、在官のまま死去した。享年は63。金紫光禄大夫の位を追贈された。諡は恭子といった。
子の王寛は、司徒左長史・侍中に上った。

## 人物・逸話
- 王固は仏教を篤く信仰して、生母の死後は終身の菜食を守った。夜に座禅を組み、昼に経典を読む生活を送った。
- 王固が西魏に使いしたとき、西魏の人は饗宴を開いて王固をもてなした。1匹の羊を殺そうとしたところ、その羊は王固の前で拝跪した。また昆明池で宴が開かれた。西魏の人は南人が魚を嗜むと聞いていたので、網を張って魚を捕ろうとしたが、王固が仏法をもって呪したため、1匹も捕ることができなかった。

## 伝記資料
- 『陳書』巻21 列伝第15
- 『南史』巻23 列伝第13